# (55854) Stoppani
(55854) Stoppani  es un asteroide perteneciente al cinturón de asteroides, descubierto el 8 de noviembre de 1996 por Marco Cavagna y Paolo Chiavenna desde el Observatorio Astronómico Sormano, en Italia.

## Designación y nombre
Stoppani se designó inicialmente como 1995 AB.
Más adelante fue nombrado en honor de Eugenio Stoppani (1850-1917), su padre Edoardo Stoppani (1818-1892) y del geólogo y paleontólogo Antonio Stoppani (1824-1891), personas nacidas en Italia relacionadas con Sormano.

## Características orbitales
Stoppani orbita a una distancia media del Sol de 1,9303 ua, pudiendo acercarse hasta 1,7566 ua y alejarse hasta 2,1040 ua. Tiene una excentricidad de 0,0899 y una inclinación orbital de 23,2966° grados. Emplea en completar una órbita alrededor del Sol 979 días.

## Características físicas
Su magnitud absoluta es 14,3. El valor de su periodo de rotación es de 3,067 h.